# Яджня
Яджня, або яджана, хомам, хома або хаван (санскр. यज्ञ yajña IAST) — обряд жертвопринесення в індуїзмі, який взяв свій початок у релігійних практиках ведичної релігії. Яджна зазвичай відбувається для задоволення девів або для виконання певних бажань (ритуали Кам'я). Найважливішим елементом ягій є жертовний вогонь (божественний Агні) куди пропонуються різні підношення, які за посередництвом Агні йдуть до деват. Яджня супроводжується співанням гімнів, описаних у Ведах.
В традиціях ведичної школи шраута яджня виконується священиком адхвар'ю з помічниками: хотар, удґатар. Жертвується топлене масло, молоко, зерно, хліб та сома. Тривалість ритуалу залежить від його типу: від хвилин до годин, днів і, навіть, років. Пожертвування можуть виконуватися приватно або при великому зібранні людей.
Традиційний індуський весільний обряд також є ягій. Вважається, що Агні виступає як свідок на всіх весіллях. Брахмани і представники двох інших вищих варн отримують під час ритуалу упанаяна священний шнур, який дає їм право проводити ягій і Хоми.
Поклоніння в храмі називається агамічним, тоді як спілкування з дівами за допомогою бога вогню Агні вважається ведичним. Сучасні храмові обряди в індуїзмі поєднують в собі елементи ведичної релігії і агамічні ритуали. Тексти в священних писаннях індуїзму, присвячені темі проведення ягій, відносяться до розділу, званому карма-канди. Брахмани намбудірі з південно-індійського штату Керала є найвідомішими брахманами шраута, які досі продовжують традицію проведення цих стародавніх ритуалів. На сьогодні, існує всього кілька сотень брахманів, які вміють правильно проводити ці жертвопринесення, і тільки деякі з них постійно підтримують жертовний вогонь і роблять ритуали шраута. Тільки кілька тисяч священиків здійснюють агніхотру або елементарне вогняне жертвопринесення аупасану щодня.